# American Idol (mùa 6)
Mùa thi thứ sáu của loạt chương trình American Idol lên sóng ngày 16 tháng 1, 2007 trên kênh truyền hình Fox Broadcasting Company. Simon Cowell, Paula Abdul và Randy Jackson lại tái ngộ khán giả trong vai trò thành viên hội đồng giám khảo, cùng người dẫn chương trình Ryan Seacrest.
Jordin Sparks thí sinh có số phiếu bình chọn cao hơn Blake Lewis đã giành chiến thắng của năm. Điều đặc biệt là mùa thi năm nay là có hai thí sinh Tốp 3 không bao giờ bị gọi tên vào nhóm thí sinh không an toàn (Jordin Sparks và Melinda Doolittle).
Chương trình được phát sóng lần đầu tại châu Á trên kênh STAR World năm 2007. Năm 2008, D.I.D Group (trực thuộc Tổ hợp truyền thông Đất Việt) và Đài Truyền hình TP.HCM mua bản quyền truyền hình và ra mắt khán giả trên kênh HTV2 từ ngày 07 tháng 5, 2008.

## Vòng loại

### Vòng thử giọng

#### Địa điểm
Vòng thử giọng được tổ chức ghi hình tại các địa điểm sau:
- Pasadena, California (trước đó dự định tổ chức tại Los Angeles): sân vận động Rose Bowl - 06/08
- San Antonio, Texas: Alamodome - 11/08
- East Rutherford, New Jersey (trước đó dự định ghi hình tại Tp.New York): Continental Airlines Arena - 14/08
- Birmingham, Alabama: Khu phức hợp Birmingham Jefferson - 21/08
- Memphis, Tennessee: FedEx Forum - 03/09
- Minneapolis, Minnesota: Target Center - 08/09
- Seattle, Washington: KeyArena - 19/09

Độ tuổi bắt buộc đối với các thí sinh là từ tròn 16 đến 28 (ngày 6/08/2006); có nghĩa các thí sinh có ngày sinh từ 07/08/1977 đến 06/08/1990.

#### Cấu trúc
Vòng thi thử giọng được tổ chức ghi hình tại 7 thành phố lớn của nước Mỹ. Theo tường thuật của nhật báo The Los Angeles, tiến trình tổ chức cho mùa thi năm nay gặp rất nhiều khó khăn hơn các mùa thi trước: hơn 10.000 thí sinh xếp thành hàng dài đợi trong nhiều giờ liền để đăng ký tham gia, và vì quá đông nên hai trợ lý sản xuất chỉ cho mọi người hát thử trong 15 giây. Và cũng có rất nhiều người phản đối hướng giải quyết trên.
Những thí sinh vượt qua thử thách đầu tiếp tục phòng thử giọng đầu tiên và chỉ vài người trong số họ được chọn đi tiếp với sự đồng thuận của hội đồng giám khảo (Simon, Paula và Randy). Tiếp đến các thí sinh được thử thách ở nội dung hát không nhạc đệm. Hội đồng giám khảo sẽ ra quyết định "Đồng ý", "Không đồng ý" ("Yes" hoặc "No") để thí sinh được đi tiếp. Nếu thí sinh đạt sự đồng ý của đa phần giám khảo thì họ sẽ vào vòng Hollywood, những thí sinh còn lại bị loại.

### Vòng Hollywood
Vòng "Hollywood" diễn ra ở trung tuần tháng 11 năm 2006, kéo dài 4 ngày liên tiếp tại nhà hát Orpheum - Los Angeles.
Các thí sinh được chia ra thi hai đợt, một đợt cho nam và một cho nữ. Thí sinh lên hát trực tiếp trên sân khấu dưới sự chứng kiến của toàn thể ê-kíp thực hiện, giám khảo và các thí sinh khác cùng giới. Một vài người tiếp tục bị loại. Những còn lại vào vòng hát nhóm.
Vòng thi thứ hai diễn ra vào ngày thứ hai và thứ ba, các bạn tự chọn nhóm và luyện tập trước buổi trình diễn chính thức. Sau khi trình diễn, giám khảo loại tiếp.
Ngày thứ tư, vòng ba được tiếp tục. Các thí sinh lần lượt hát đơn có ban nhạc đệm.

### Loại còn 24
Lượt bình chọn cuối cùng của khán giả diễn ra tại Pasadena Civic Center ngày 14 & 15 tháng 1, 2007. Lần lượt từng thí sinh gặp riêng các vị giám khảo để nhận quyết định cuối cùng. Chỉ những người trụ lại cuối cùng có cơ hội bước vào vòng bán kết. Rồi họ lại được chia tiếp thành những nhóm nhỏ. Và cuối cùng chỉ còn 24 thí sinh chính thức bước vào vòng bán kết.

## Thí sinh chung kết
Ngày 20 tháng 1, các thí sinh chung kết bắt đầu hát sống để thu hút sự bình chọn của khán giả về mình. Vòng thi bán kết chia làm hai đợt, cho hai phái. Chỉ 6 người mỗi phái, với số phiếu bình chọn qua hệ thống tin nhắn và điện thoại cao nhất, được vào vòng chung kết

## 12 Thí sinh vòng chung kết
Danh sách 12 thí sinh có số phiếu bình chọn cao nhất được công bố ngày 8 tháng 3, 2007. Đối với mùa thi năm trước, Tốp 12 phải cùng thực hiện một album tổng hợp trong lúc vòng chung kết vẫn đang diễn ra (đã loại 2 thí sinh). Cũng trong năm trước, tuần tự các thí sinh bị loại qua mỗi tuần, trừ tuần 25 tháng 4 và 02 tháng 5.

## Thứ tự bị loại
| Vòng:     | Vòng:             | Bán kết | Bán kết | Bán kết | Chung kết | Chung kết | Chung kết | Chung kết | Chung kết | Chung kết | Chung kết | Chung kết | Chung kết | Chung kết | Chung kết   |  |
| Tuần thi: | Tuần thi:         | 22/02   | 01/03   | 08/03   | 14/03     | 21/03     | 28/03     | 04/04     | 11/04     | 18/04     | 25/04*    | 02/05     | 09/05     | 16/05     | 23/05       |  |
| STT       | Thí sinh          | Kết quả | Kết quả | Kết quả | Kết quả   | Kết quả   | Kết quả   | Kết quả   | Kết quả   | Kết quả   | Kết quả   | Kết quả   | Kết quả   | Kết quả   | Kết quả     |  |
| 1         | Jordin Sparks     |         |         |         |           |           |           |           |           |           |           |           |           |           | Chiến thắng |  |
| 2         | Blake Lewis       |         |         |         |           |           |           |           |           | At 1      |           |           |           |           | Về nhì      |  |
| 3         | Melinda Doolittle |         |         |         |           |           |           |           |           |           |           |           |           | Loại      |             |  |
| 4         | LaKisha Jones     |         |         |         |           |           |           |           |           | At 2      |           |           | Loại      |           |             |  |
| 5-6       | Chris Richardson  |         |         |         |           | At 1      |           |           | At 1      |           | Loại      | Loại      |           |           |             |  |
| 5-6       | Phil Stacey       |         |         |         | At 1      |           | At 1      | At 1      | At 2      |           | Loại      | Loại      |           |           |             |  |
| 7         | Sanjaya Malakar   |         |         |         | At 2      |           |           |           |           | Loại      |           |           |           |           |             |  |
| 8         | Haley Scarnato    |         |         |         |           |           | At 2      | At 2      | Loại      |           |           |           |           |           |             |  |
| 9         | Gina Glocksen     |         |         |         |           |           |           | Loại      |           |           |           |           |           |           |             |  |
| 10        | Chris Sligh       |         |         |         |           |           | Loại      |           |           |           |           |           |           |           |             |  |
| 11        | Stephanie Edwards |         |         |         |           | Loại      |           |           |           |           |           |           |           |           |             |  |
| 12        | Brandon Rogers    |         |         |         | Loại      |           |           |           |           |           |           |           |           |           |             |  |
| 13 - 16   | Sundance Head     |         |         | Loại    |           |           |           |           |           |           |           |           |           |           |             |  |
| 13 - 16   | Sabrina Sloan     |         |         | Loại    |           |           |           |           |           |           |           |           |           |           |             |  |
| 13 - 16   | Antonella Barba   |         |         | Loại    |           |           |           |           |           |           |           |           |           |           |             |  |
| 13 - 16   | Jared Cotter      |         |         | Loại    |           |           |           |           |           |           |           |           |           |           |             |  |
| 17 - 20   | Leslie Hunt       |         | Loại    |         |           |           |           |           |           |           |           |           |           |           |             |  |
| 17 - 20   | A.J. Tabaldo      |         | Loại    |         |           |           |           |           |           |           |           |           |           |           |             |  |
| 17 - 20   | Alaina Alexander  |         | Loại    |         |           |           |           |           |           |           |           |           |           |           |             |  |
| 17 - 20   | Nicholas Pedro    |         | Loại    |         |           |           |           |           |           |           |           |           |           |           |             |  |
| 21 - 24   | Rudy Cardenas     | Loại    |         |         |           |           |           |           |           |           |           |           |           |           |             |  |
| 21 - 24   | Nicole Tranquillo | Loại    |         |         |           |           |           |           |           |           |           |           |           |           |             |  |
| 21 - 24   | Amy Krebs         | Loại    |         |         |           |           |           |           |           |           |           |           |           |           |             |  |
| 21 - 24   | Paul Kim          | Loại    |         |         |           |           |           |           |           |           |           |           |           |           |             |  |

Ghi chú: 
* Tuần lễ 25 tháng 4, không có thí sinh nào bị loại. Thay vào đó, hệ thống bình chọn kéo dài thêm một tuần đến ngày 1 tháng 5, và ngày 2 tháng 5 chính thức công bố hai thí sinh bị loại. Người dẫn chương trình không hề đề cập đến thí sinh có số phếu bình chọn ít hơn: Chỉ đề cập Stacey bị loại đầu và kế đến là Richardson.